# Centre médical Shamir
 (janvier 2018).
Le Centre médical Shamir (en hébreu: המרכז הרפואי שמיר), également appelé hôpital Assaf Harofe, fondé en 1918, est le quatrième plus grand hôpital public en Israël. Ce centre médical et universitaire est situé à Be'er Ya'akov. 

## Présentation
L'hôpital est fondé en 1918 par les Britanniques mandataires puis prend le nom d'hôpital Assaf Harofe en 1948. Il est renommé en l'honneur de l'ancien Premier ministre israélien Yitzhak Shamir en avril 2017. 
L'hôpital Shamir est un établissement médical universitaire public de 848 lits qui dessert une population croissante de toutes les nationalités. 
L'hôpital offre des services à une population d'environ 1,5 million d'habitants et offre une grande variété de services de soins de santé de premier ordre. 
Le centre médical comprend 848 lits pour les patients hospitalisés, 21 blocs opératoires de pointe, des unités de soins intensifs cardiaques, néonatales, pédiatriques et respiratoires, dotés d'équipements de pointe, de laboratoires sophistiqués et de diverses unités cliniques spécialisées. 
Une équipe de 3 400 médecins, chercheurs, professionnels de la santé, personnel infirmier et administratif, travaillent ensemble pour offrir un service professionnel à tous les patients. Le personnel offre des services médicaux de haut niveau.